# Кот Казанский
Кот Каза́нский — герой исторических преданий и легенд, фольклорных и лубочных сюжетов XVI—XX веков. Фигура Кота Казанского характеризуется как разнообразием воплощений образа в различных видах искусств и множественностью его трактовок, так и противоположностью проявлений характера исторического прототипа.

## XVI—XX века

### В исторических преданиях
Согласно историческим преданиям, в Средние века в Казани существовала особая порода «бойцовых» котов-мышеловов, представители которой были крупными сильными животными с круглой головой, широкой мордой, выпуклым лбом, крепкой шеей, широкими плечами и коротким хвостом. Изучавший историю Кота Казанского И. Н. Башмаков отмечает также присущие породе «густую длинную шерсть белого или серого окраса, богатые усы и большие выразительные глаза». Породы в чистом виде больше не существует, она перемешалась с другими.
Историк С. Ф. Фаизов возводит фольклорную родословную Кота Казанского к марийской легенде об осаде Казанского кремля в 1552 году войсками царя Ивана Грозного — «Как марийцы перешли на сторону Москвы», где придворный кот казанского царя (хана) выступает спасителем хозяина, предупреждая его о подкопе под кремлёвскую стену. Отмечая существование нескольких версий устного рассказа о захвате Казани Иваном Грозным, — с одним и тем же сюжетом с участием животного в спасении хана, — историк С. К. Свечников соотносит марийское предание с событиями 1530 года.

Историческое сочинение В. Н. Берха «Соликамский летописец» фиксирует событие 1597 года в Верхтагильском остроге, где Казанский кот, наоборот, несёт хозяину гибель:
В городе Верхтагиле <…> воевода Рюма Языков заеден Казанским котом, которой был при нём несколько лет безотлучно.

В ранней редакции летописи так изложено событие в Верхтагильском городке: 
А воевода в нём был с Москвы Рюма Языков. И был у тово воеводы с собою привезён казанской кот большей. И всё де ево подле себя держал Рюма. И тот кот спящему ему горло преяде и до смерти заяде в том городке.

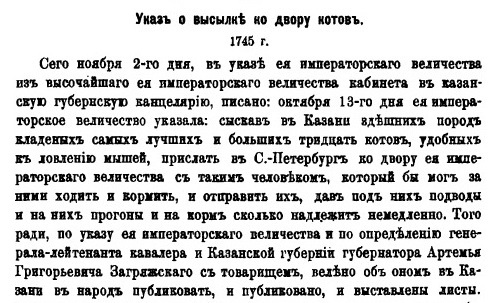
Указ о высылке ко двору котов. 1745

«Кого именно называли Казанским котом, неизвестно», — отмечают комментаторы «Соликамского летописца». Историк А. Т. Шашков полагал, что летопись повествует о камышовом коте. Верхтагильский городок основан в 1583 году князем Семёном Болховским по пути в Сибирь, где он оставил воеводой нижегородского боярина Рюму Языкова. В 1588 году гарнизон Верхнетагильского городка был переведён на реку Лозьва, где был поставлен Лозьвинский городок. Главный ориентир, по которому можно найти Верхнетагильский городок — это скала Медведь-Камень, напротив которой — на противоположном берегу реки Тагил — археологи на месте раскопок установили деревянный крест.
В середине XVIII века вести о казанской породе достигли императорского двора. По высочайшему указу императрицы Елизаветы Петровны от 13 (24) октября 1745 года тридцать казанских котов были доставлены в Санкт-Петербург для «ловления мышей», в изобилии расплодившихся в недостроенном Зимнем дворце. В операции по поставке участвовал казанский губернатор А. Г. Загряжский. За «необъявление» таковых котов их хозяевам грозил штраф. Определённые на государеву лейб-гвардейскую службу и особое довольствие, эрмитажные коты справились с поставленной задачей и прижились в Зимнем.

### В русском народном изобразительном искусстве
В России XVII—XIX веков Кот Казанский — герой популярных лубков «Мыши кота погребают» (XVII век) и «Кот Казанский» (XVIII век). В текстах, сопровождающих оба изображения и составляющих с ними единое целое, «Кот брысь, он же Алабрыс» наделён титулом «Кот казанской, ум астраханской, разум сибирской…».
На протяжении нескольких столетий сюжет о погребении кота находил воплощение в графическом искусстве и литературных произведениях, иллюстрация и текст обретали разные редакции и толкования. В. В. Стасов назвал эту лубочную картинку «капитальной в истории русского народного развития». Признаваемая исследователями более ранней, картинка сопровождается текстом:
.
Центральное место на картинке отведено коту, со связанными лапами лежащему на дровнях, по обе стороны тянется процессия мышей. Каждая фигура наделена индивидуальностью и представлена шуточной пояснительной подписью. Число мышей в разных редакциях менялось (доходя до 66-ти), переиначивалось также содержание легенд, на одних «перелицовках» действие происходило зимой, на других летом.
Гравюры существовали в двух- и трёхлистовой версиях. Самые ранние из сохранившихся, относимые исследователями к концу XVII века, выполнены на дереве, гравюры второй половины XVIII — первой половины XIX века — на металле (медь), во второй половине XIX века выпускались литографированные и хромолитографированные лубки. С переходом на типографский способ раскраски лубочных картинок на рубеже XVIII—XIX веков для наиболее популярных изображений выработались устойчивые цветовые атрибуты: Кот Казанский традиционно раскрашивался жёлтым, мыши — голубым цветом.

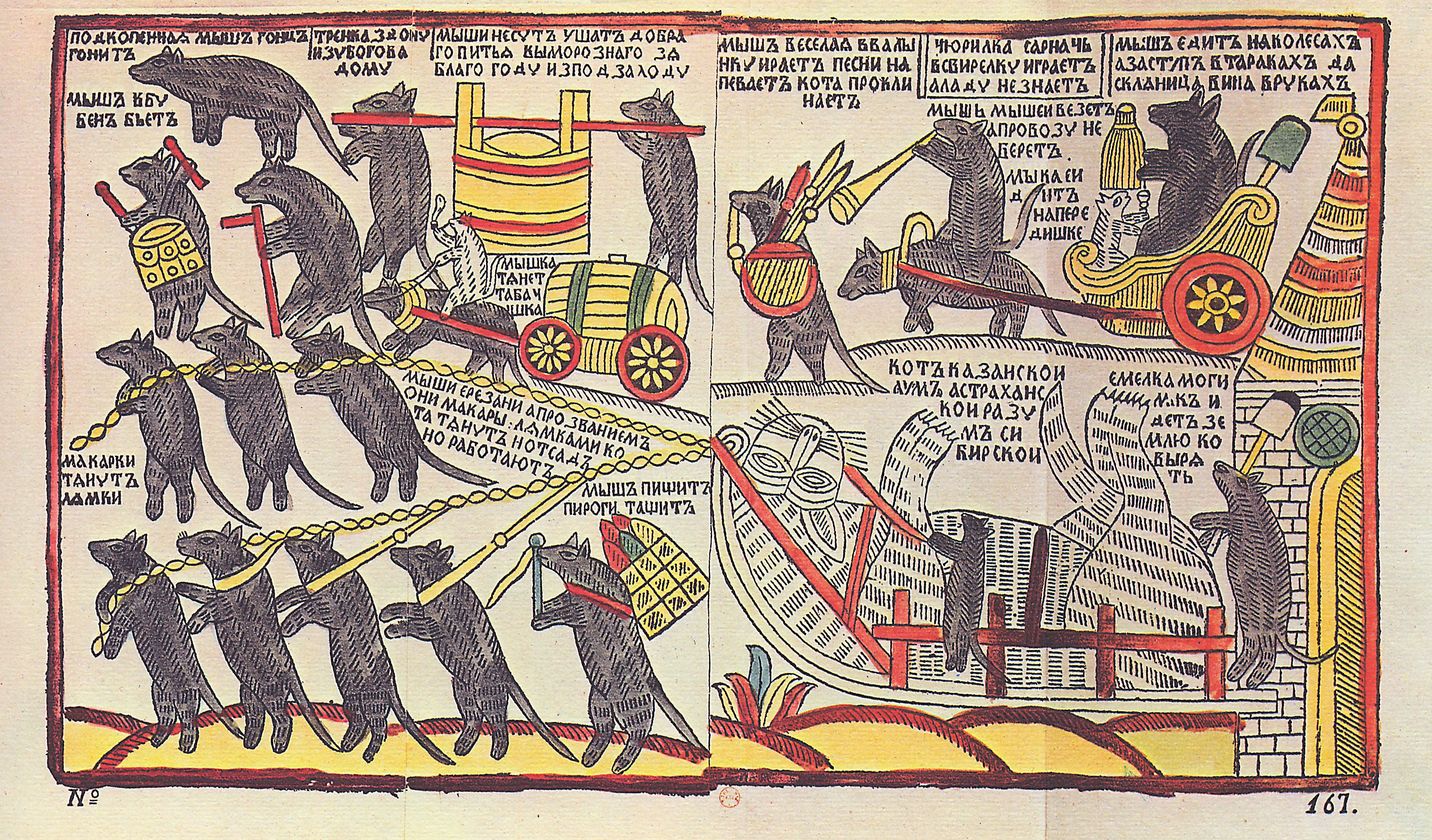
Мыши кота погребают. Россия. Лубок. XVIII век

Один из вариантов гравюры на дереве приписывается создателю первой в России гравированной иллюстрированной Библии Василию Кореню. В. В. Стасов подчёркивал стилистическую общность лубка и кореневской «Библии», в частности, в изображении шерсти «рядами коротких параллельных линий» и глаза «в виде удлинённого овала со зрачком точкой, прикреплённой к верхнему веку». Отмечая различия способов изображения в ряде других деталей, исследователь второй половины XX века М. А. Алексеева полагает, что речь должна идти «об общности стиля произведений, близких по времени создания», но не общем их авторстве.
Отводя «Погребению кота мышами» «главное место» «между символико-поэтическими картинами лубочной печати» И. М. Снегирёв отмечал:

…любимая простолюдьем сатира и карикатура, обратившаяся в притчу и поговорку, усвоилась жизни народа, составляет предмет его забавы и толков. Переходя от одного века и поколения к другому, она в разных изданиях и форматах является полною и сокращённою, в одних с переменами и пропусками, в других с прибавлениями, смотря по её отношению к обстоятельствам и духу времени: потому что ей произвольно давали то или другое значение и применение.

### В научных исследованиях
При обозрении этого произведения народной фантазии и художества нам остаётся довольствоваться только главным смыслом и целью, временем и местом сочинения. Что ж касается до загадочных и необъяснимых для нас обстоятельств в этой перелицовке, то к ним можно применить слова Федра: quot res contineat hoc argumentum utiles, non explicabit alius, quam qui reperit, т. е. сколько заключает в себе полезных предметов эта повесть, никто другой не может объяснить нам, как только тот, кто её выдумал.
У истоков научного изучения картинки стоял филолог и фольклорист M. H. Макаров, в 1821 году предположивший связь сюжета с эпохой Ивана Грозного, а в 1830 году отнёсший гравюру к периоду «после самозванца». В устной традиции толкования первой половины XIX века, зафиксированной историком русского лубка И. М. Снегирёвым, сюжет соотносился с 1725 годом — похоронами Петра I.

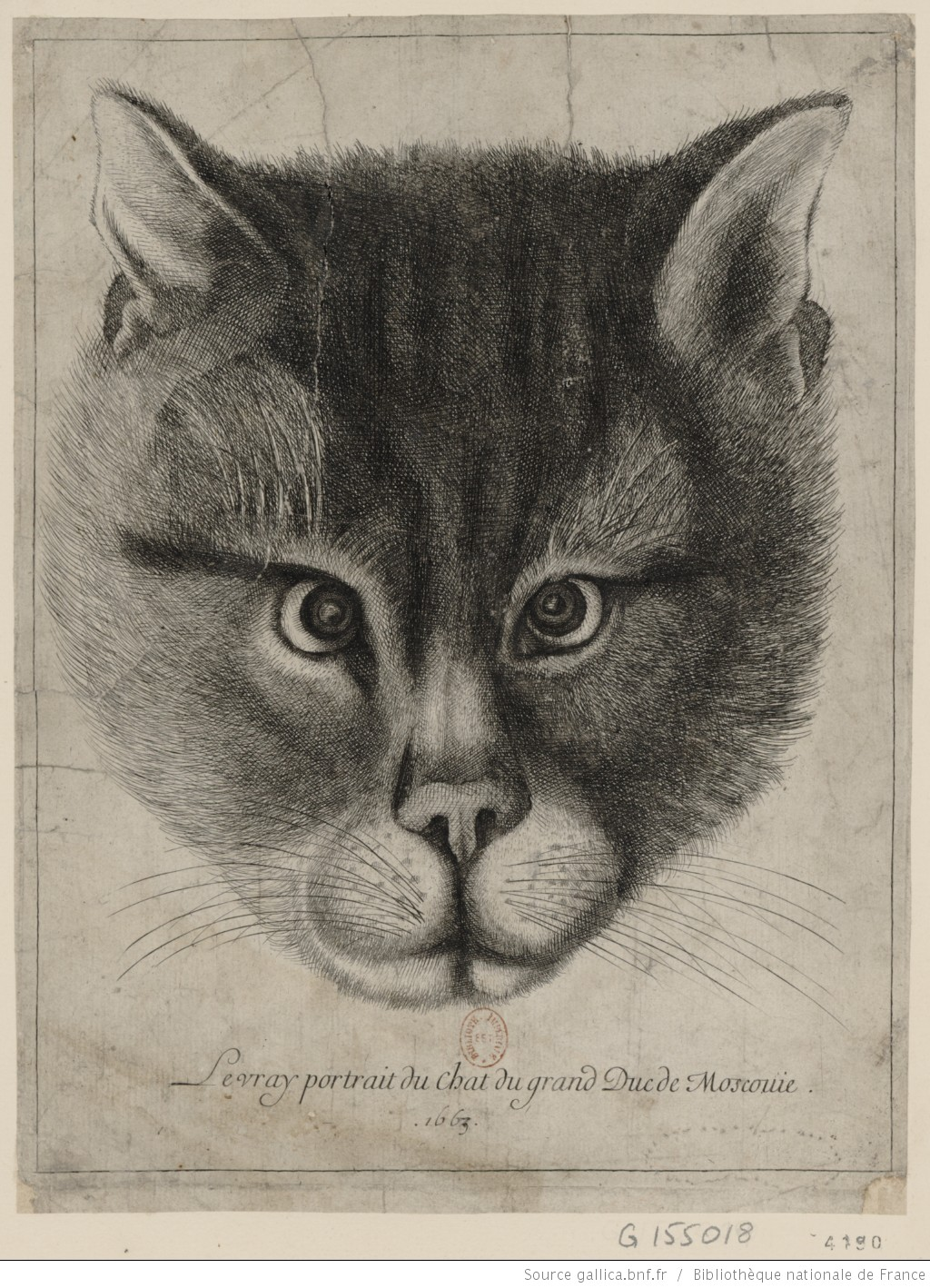
Вацлав Холлар. Подлинный портрет кота великого князя Московии. 1663. Национальная библиотека Франции

Искусствовед середины XIX века И. М. Снегирёв в книге «Лубочные картинки русского народа в Московском мире» назвал лубок «Мыши кота погребают» сатирой на царя Алексея Михайловича. По его мнению, гравюра чешского художника Вацлава Холлара «Подлинный портрет кота великого князя Московии», выполненная в 1660-е годы, послужила «предметом к сочинению такой картинки». Самого изображённого на ней кота Снегирёв называет «любимым котом Алексея Михайловича».
Исследователи второй половины XIX века (Д. А. Ровинский, В. В. Стасов) считали лубок карикатурой раскольников (старообрядцев) на Петра I, «обвинительным актом его деяний государственных и исторических».
Отмечая, что вследствие многократного воспроизведения концепции Ровинского—Стасова в литературе трактовка историков уже «от самого повторения стала казаться неопровержимой», исследователь второй половины XX века М. А. Алексеева указывает на «принципиальные исторические и методические противоречия системы доказательств», в том числе смешение в аргументации гравюр разного времени. Полагая, что трактовка Ровинского—Стасова отразила «антипетровские взгляды современных им старообрядцев», Алексеева отмечает, что сведение смысла лубка к антиправительственному выступлению «противоречит природе народной гравюры», которой, «как и всему народному искусству, чужда конкретность изображения».

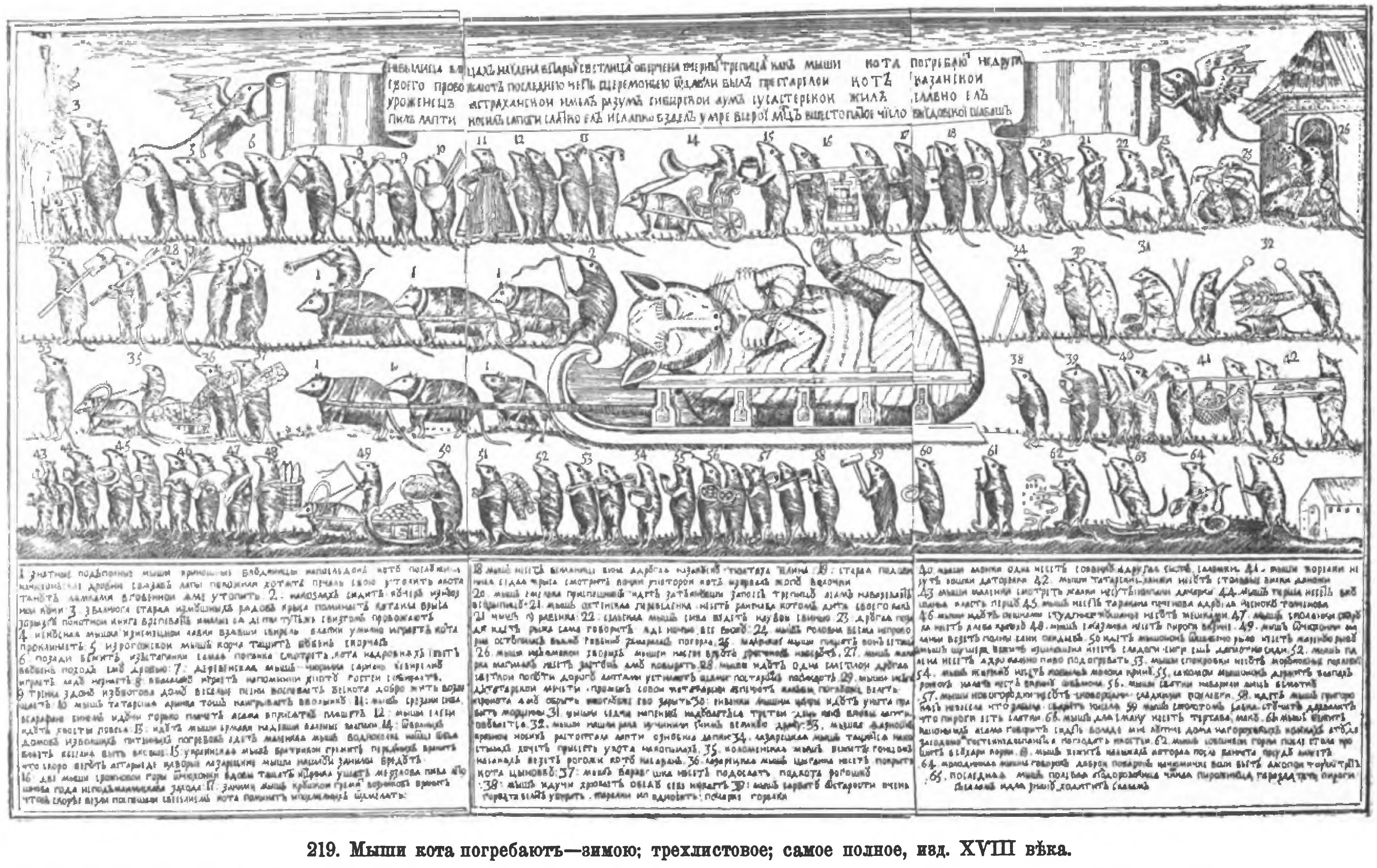
Мыши кота погребают. Россия. Лубок XVIII век

С образом Петра исследователь связывает лишь поздние редакции лубочной картинки, ранние же датирует концом XVII века, рассматривая их как «пародию», «балагурство», «смехотворную присказку», и соотнося не с обличительным «отрицающим смехом», а бахтинским «смехом на миру, где смеются все и надо всем, включая и самих „смехо-творцев“». Вслед за Снегирёвым Алексеева предполагает в основе сюжета погребения известную современникам первых лубочных мастеров, но не дошедшую до потомков притчу или интермедию — ряд не сопровождающихся пояснениями деталей (связанные лапы кота, мышь у него в пасти, «мышь понукалка») предположительно должен был быть очевиден зрителю.
С карнавалом соотносит похоронное шествие и исследователь начала XXI века С. Ф. Фаизов, считающий, что лубок «рождён русским народным сознанием в контексте отношения русских к татарам» и Кот воплощает обобщённый образ татарина. Датируя ранние редакции концом XVI века, историк трактует слова «казанский», «астраханский», «сибирский» в подписи как перечисление завоёванных к тому времени ханств.
Отдельный портрет Кота Казанского рассматривается Фаизовым как производная от «Погребения…», появившаяся в начале XVIII века. Исследователь предполагает возможность соотнесения анималистического героя как с татарским царём, так и с Петром I. На отождествление императора с антихристом указывает отсутствовавший в окрасе Кота в ранних редакциях «Погребения…» и появившийся на его одиночном портрете спиралевидный орнамент, обозначающий свернувшегося в клубок змея. Отмечая отдаление образа от исторического прототипа, Фаизов подчёркивает, что Кот Казанский демонстрирует отличительную особенность русской смеховой культуры — «амбивалентность смешного и страшного», при этом «смех явно довлеет над страхом».

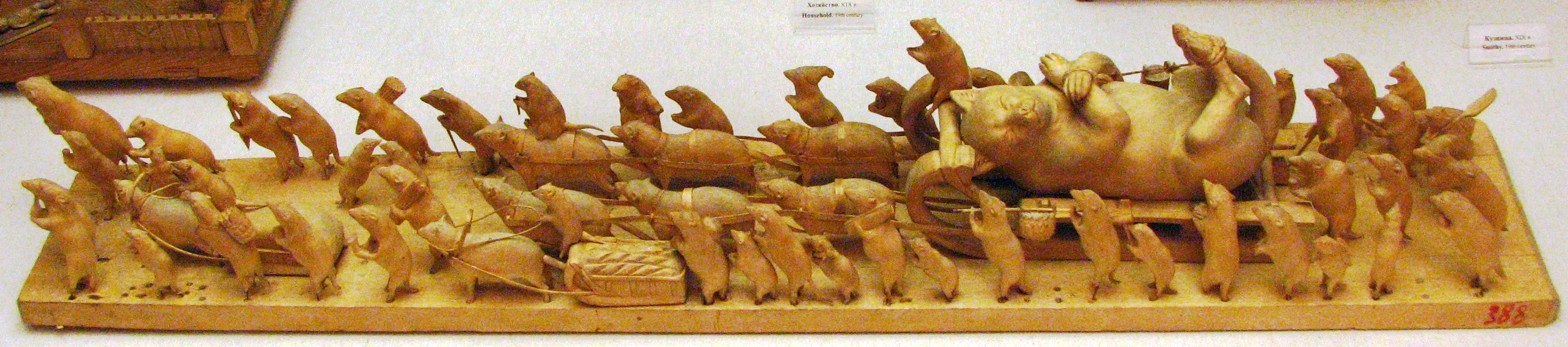
Как мыши кота хоронили. Мастер Ф. Д. Ерошкин.
Дерево, резьба. Владимирская губерния. Конец XIX — начало XX века

Констатируя древность сюжета о коте и мышах в мировой культуре и отмечая ряд параллелей и перекличек с ним в русских гравюрах, исследователи отмечают отсутствие «прямых повторений» — «иное художественное начало, образность» лубка «создают новое произведение, характерное для русского народного творчества».

### Трансформация образа в культуре
«Кот Казанский, разум астраханский, ус усастерский», «что у дверей сидит», «песни поёт и сказки сказывает», фигурирует в русской народной «Сказке о сизом орле и мальчике» конца XVIII века. В первой половине XIX века лубочный сюжет погребения кота воплощён В. А. Жуковским в сказке «Как мыши кота хоронили». В конце XIX — начале XX века сюжет находил воплощение в деревянной игрушке.
Лубки с Котом Казанским широко тиражировались в XVII—XIX веках, вплоть до начала XX века. Отмечая, что в XX веке персонаж надолго оказался в забвении, С. Ф. Фаизов указывает на пример стилизации образа в карикатурах начала века — в образе Кота изображался В. И. Ленин, которого пытаются «хоронить» «мыши-меньшевики».

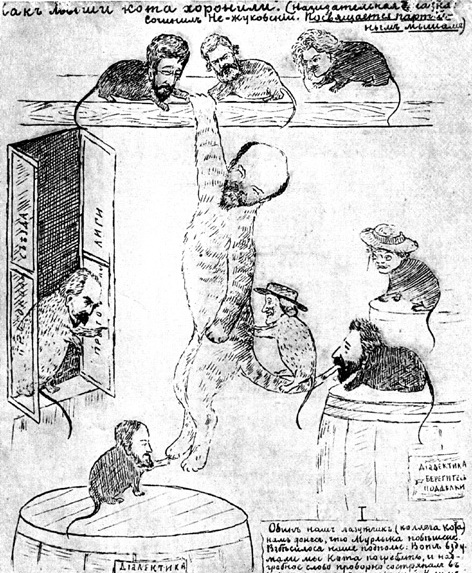
П. Н. Лепешинский. Как мыши кота хоронили.
Карикатура. 1903

Карикатура появилась после II съезда РСДРП, где произошёл раскол членов партии на большевиков и меньшевиков, и статьи Ю. О. Мартова «Вперёд или назад» с подзаголовком «Вместо надгробного слова», обозначающим «политические похороны» Ленина. Автором карикатуры был П. Н. Лепешинский. Рисунок, изображающий главного героя повешенным, состоял из трёх частей:

На первой из них был изображён Ленин в виде будто бы мёртвого кота, вокруг которого пляшут торжествующие мыши — Мартов, Троцкий, Дан и прочие меньшевики, а также и «премудрая крыса Онуфрий» — Плеханов.
Следующие рисунки рассказывают, как Ленин взялся за расправу с меньшевистскими мышами и тем пришлось туго: бойкий мышонок Троцкий, который откалывал канкан, воротился домой без хвоста; Дан вместе с Мартовым достались Мурлыке на завтрак. А «премудрая крыса Онуфрий» — Плеханов, защемив хвост между дверьми, повис над бочонком с диалектикой, где обычно находил себе приют, как только ему приходилось круто. И кончился пир их бедою!..

«Окружающие товарищи нашли идею карикатуры настолько удачной, что потребовали от автора перерисовать карикатуру литографскими чернилами, чтоб в количестве нескольких тысяч экземпляров пустить её в обращение среди партийной публики», — вспоминал Лепешинский.
|                                                                                    |
|                                                                                    |
| Г. И. Нарбут. Иллюстрации к сказке В. А. Жуковского «Как мыши кота хоронили». 1910 |

 В 1910 году лубочный сюжет в литературном переложении В. А. Жуковского был иллюстрирован Г. И. Нарбутом, отошедшим от традиционной интерпретации и привнесшим в оформление европейские реалии. В 1969 году по сказке Жуковского режиссёром М. А. Чиаурели был снят мультфильм «Как мыши кота хоронили». По свидетельству дочери режиссёра, мультфильм посвящён И. В. Сталину.

## XXI век

### В скульптуре
В XXI веке образ Кота Казанского воплотился в памятниках на исторической родине. Идея создания памятника была высказана С. Ф. Фаизовым на Всероссийской научной конференции «Казань в средние века и раннее новое время» в Казани в мае 2005 года.

Памятник Коту Казанскому на улице Баумана в Казани

Первый из памятников (каменный) установлен в 2009 году в окрестностях Казани, на берегу озера, в Раифском Богородицком монастыре (пос. Раифа, ул. Московская, 39), второй (алюминиевый, тонированный в цвет старого серебра, излюбленного металла жителей Казани) — в центре города, на пересечении пешеходной улицы Баумана с улицей Мусы Джалиля, в том же году, третий (бронзовый) — у входа в «Национальный музей Татарстана» (ул. Кремлёвская, 2).
Отмеченная в историческом путеводителе скульптурно-архитектурная композиция на улице Баумана, изображающая толстого кота под шатровым балдахином, увенчанным мышью, создана казанским скульптором И. Н. Башмаковым. У подножия выгравировано: «Алабрыс: Кот Казанской: ум астраханской, разум сибирской…» Пресса относит памятник к достопримечательностям и символам города и республики. Памятник являет собой возврат к прообразу Кота Казанского — по словам скульптора, он обращался не к лубочному, а именно легендарному персонажу.

### В традициях
С 2009 года в Казанском кремле и филиале Государственного Эрмитажа, музейном центре «Эрмитаж-Казань» проводятся фестивали и выставки, посвящённые Коту Казанскому.
По заложенной казанскими котами традиции, с елизаветинских времён их сородичи официально несут службу и проживают в подвалах и помещениях Государственного Эрмитажа. В музее существует фонд друзей котов Эрмитажа и ежегодно 1 марта отмечается «День мартовского кота». Поскольку согласно высочайшему указу 1745 года коты должны были быть «кладеными», Кот Казанский — их символический предок. По свидетельству сотрудников Эрмитажа, учёные работают над возрождением породы.

## Комментарии
1. ↑  Устные марийские предания записаны в 1930—1940-е годы фольклористом А. М. Бердниковым[4].
2. ↑  На первых порах рацион состоял из говядины и баранины, позднее изменён на «ряпчиков и тетеревей» — «в каждой день по одному»[12].
3. ↑  В других редакциях: «уроженец астраханский», «ус суса стерскава», «ус-с-уса-стерский», варианты: «ус»,  и «ум су-састерской» и другие[15].
4. ↑  Другие варианты названий: «Мыши кота на погост волокут», «Как мыши кота погребали», «Погребение кота мышами», «Похороны кота мышами»[16].
5. ↑  На некоторых изображениях.